# Senec
Senec er en by i det sydvestlige Slovakiet. Byen ligger i regionen Bratislava. Den ligger kun 25 kilometer fra den slovakiske hovedstad Bratislava. Byen har et areal på 38,71 km² og en befolkning på 20.116(2021) indbyggere.

## Eksterne links
- Officiel hjemmeside

- Wikimedia Commons har flere filer relateret til Senec